# Colonne de la Justice
La colonne de la Justice de Florence (Colonna della Giustizia ou di Santa Trinita ou della Battaglia di Montemurlo) est une ancienne colonne de la victoire romaine de style dorique, ré-érigée comme un monument avec une statue de la Justice en porphyre à son sommet. La colonne se trouve Piazza Santa Trinita, dans le centre de Florence, c'est la plus élevée de la ville.

## Histoire
La colonne provient des Thermes de Caracalla à Rome et a été donnée par le Pape Pie IV à Cosme Ier de Médicis. Le transport de cette colonne de granit de 50 tonnes et 11 mètres de long, de Rome à Florence était un immense défi.
Il a fallu des mois pour déplacer la colonne des ruines des Thermes au port de Rome sur le Tibre, voyageant d'une centaine de mètres par jour. Une partie du transport a été supervisée par Giorgio Vasari, qui avait été envoyé par le Duc de Rome. Elle a été ensuite embarquée à Ostie. Une barge spéciale semble avoir été remorquée par une galère. Ce convoi était en effet menacé le long de la route par des pillards Sarrasins. Arrivée en Toscane, la colonne a dû être transportée par des bœufs et des charrettes tirées par des chevaux jusqu'à Florence. Le passage de la rive du fleuve, à quelques kilomètres en amont de Pise à Florence a pris presque une année, arrivant en 1563, et a été supervisé par Bartolommeo Ammannati.

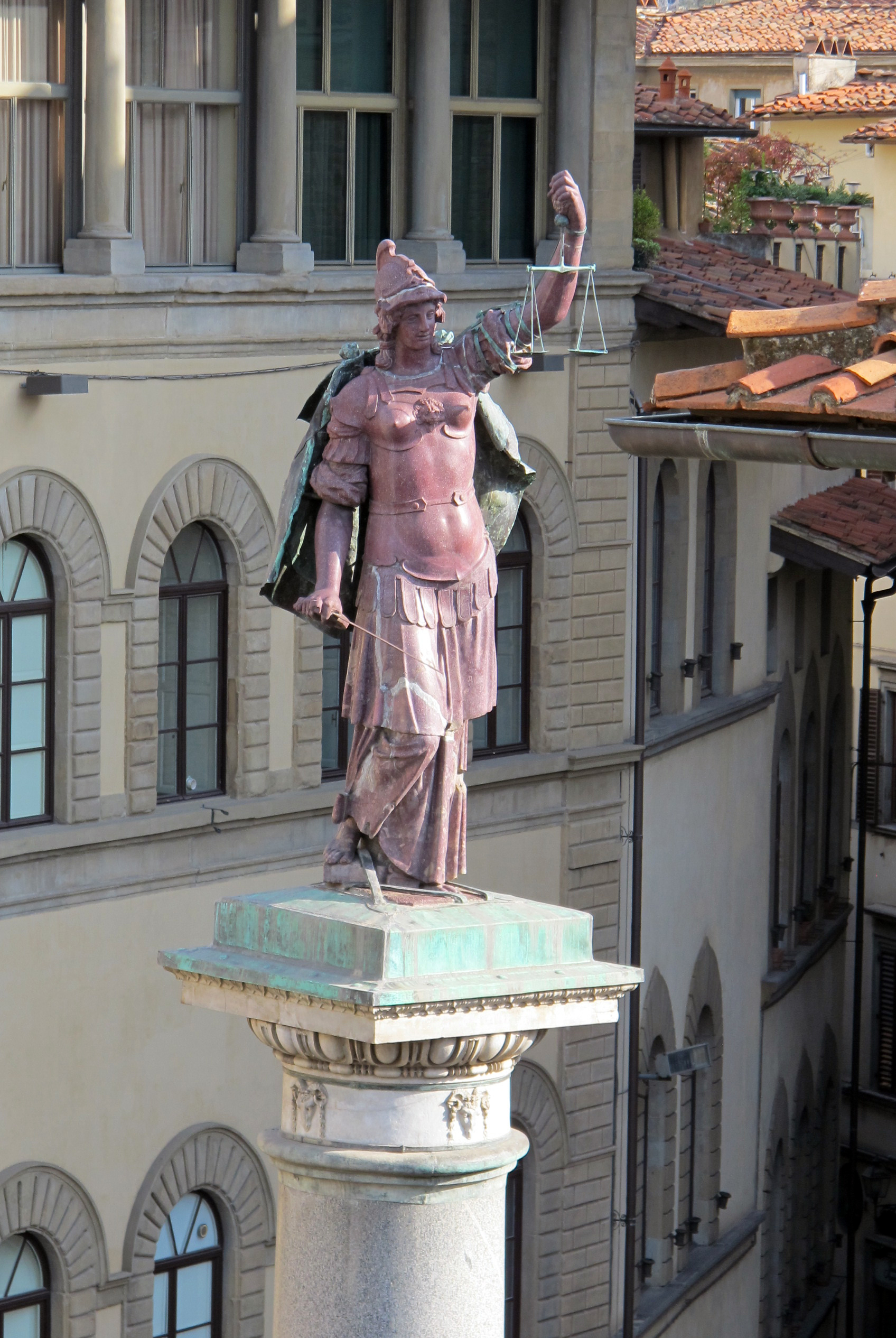
Statue de la Justice, en porphyre rose

La colonne a été érigée sur son piédestal en 1565. Les documents d'État de l'époque mentionnent qu'il n'a fallu que deux heures pour ériger la colonne. Une statue temporaire en bois représentant la Justice a été érigée au sommet. Elle a été remplacée en 1580 par l'actuelle statue en porphyre rose, faite à partir de trois pierres. L'achèvement de la statue en porphyre - l'une des pierres les plus dures à travailler - a pris près de 11 ans. Le dessin est dû à Ammannati.
La consécration de cette colonne, érigée par Cosme Ier de Médicis, a changé plusieurs fois. Cosme l'avait prévu d'abord pour célébrer sa victoire de 1537 sur Sienne dans la Bataille de Montemurlo (d'autres citent la Bataille de Marciano). En 1569, le Pape Pie V avait accordé à Cosme le titre de Grand-Duc de Toscane, et la dédicace avait été faite à la justice avec la présente inscription.